# 王金堂 (1934年)
王金堂（1934年4月—2003年7月29日），男，山东日照人，中华人民共和国政治人物，曾任中共甘肃省委常委，甘肃省人民政府副省长，甘肃省公安厅厅长，副总警监，甘肃省人大常委会副主任。